# Helmut Werner (Clown)
Helmut Werner (* 9. Oktober 1936; † 22. August 2014) war ein Schweizer Clown und Schauspieler.
Der kleinwüchsige Werner sollte ursprünglich Rechtsanwalt werden, zog es aber vor, als Clown zum Zirkus zu gehen. Zu den Unternehmen, für die er im Laufe seines Lebens tätig war, gehörten der Circus Paula Busch, wo er 1952 seine Ausbildung absolvierte, der Circus Pilatus, der Circus Nock und der Circus Olympia der Familie Gasser. Bekannt wurde er jedoch vor allem durch seine Mitwirkung in der 18-teiligen Fernsehserie „Salto Mortale“. Er spielte dort einen Clown, der sich nebenberuflich mit Börsengeschäften befasste und nur zu gern bereit war, seine Zirkuskollegen mit entsprechenden Tipps zu versorgen. Zum damaligen Zeitpunkt hatte Werner ein Engagement beim Circus Krone, wo ein Großteil der Filmhandlung gedreht wurde.
Seinen Lebensabend verbrachte Werner in einem Pflegeheim, nachdem er mehrere Schlaganfälle erlitten hatte.